# Lista światowego dziedzictwa UNESCO w Papui-Nowej Gwinei
Lista światowego dziedzictwa UNESCO w Papui-Nowej Gwinei – lista miejsc w Papui-Nowej Gwinei wpisanych na listę światowego dziedzictwa UNESCO, ustanowionej na mocy Konwencji w sprawie ochrony światowego dziedzictwa kulturowego i naturalnego, przyjętej przez UNESCO na 17. sesji w Paryżu 16 listopada 1972 i ratyfikowanej przez Papuę-Nową Gwineę 28 lipca 1997 roku.
Obecnie (stan na 2022 rok) na liście znajduje się 1 obiekt o charakterze dziedzictwa kulturowego.
Na papuaskiej liście informacyjnej UNESCO – liście obiektów, które Papua-Nowa Gwinea zamierza rozpatrzyć do zgłoszenia do wpisu na listę światowego dziedzictwa – znajduje się 7 obiektów (stan na 2022 rok).

## Obiekty na liście światowego dziedzictwa UNESCO
Poniższa tabela przedstawia obiekty w Papui-Nowej Gwinei na liście światowego dziedzictwa UNESCO:
Nr ref. – numer referencyjny UNESCO
Obiekt – polskie tłumaczenie nazwy wpisu na liście wraz z jej angielskim oryginałem
Położenie – prowincja; współrzędne geograficzne
Typ – klasyfikacja według Komitetu Światowego Dziedzictwa:
- kulturowe (K)
- przyrodnicze (P)
- kulturowo-przyrodnicze (K,P)

Rok wpisu – roku wpisu na listę i rozszerzenia wpisu
Opis – krótki opis obiektu wraz z informacjami o jego zagrożeniu
| Nr ref. | Obiekt                                                      | Zdjęcie | Położenie                                                    | Typ         | Rok  | Opis |
| ------- | ----------------------------------------------------------- | ------- | ------------------------------------------------------------ | ----------- | ---- | --- |
| 887     | Wczesne stanowisko rolnicze Kuk Kuk Early Agricultural Site |         | Western Highlands 5°47′01″S 144°19′54″E/-5,783611 144,331667 | K (iii)(iv) | 2008 | Stanowisko archeologiczne obejmujące obszar 116 ha bagien na zachodnich wyżynach Papui-Nowej Gwinei. Według badań archeologicznych obszar ten był niemal nieprzerwanie wykorzystywany rolniczo przez ostatnie 7–10 tysięcy lat. |

## Obiekty na liście informacyjnej UNESCO
Poniższa tabela przedstawia obiekty na liście informacyjnej UNESCO w Papui-Nowej Gwinei:
Nr ref. – numer referencyjny UNESCO
Obiekt – polskie nazwa obiektu wraz z jej angielskim oryginałem na papuaskiej liście informacyjnej
Położenie – region, wyspa; współrzędne geograficzne
Typ – klasyfikacja według zgłoszenia:
- kulturowe (K)
- przyrodnicze (P)
- kulturowo-przyrodnicze (K,P)

Rok wpisu – roku wpisu na listę informacyjną
Opis – krótki opis obiektu wraz z informacjami o jego zagrożeniu
| Nr ref. | Obiekt | Zdjęcie | Położenie | Typ                                    | Rok  | Opis |
| ------- | --- | ------- | --- | -------------------------------------- | ---- | --- |
| 5060    | Dorzecze rzeki Kikori / Great Papuan Plateau Kikori River Basin / Great Papuan Plateau                                                          |         | Southern Highlands, Gulf 7°39′00″S 144°17′01″E/-7,650000 144,283611 6°36′13,0″S 142°35′16,4″E/-6,603611 142,587900 | K, P (iii)(iv)(v)(vii)(viii)(ix)(x)    | 2006 | Wpis na listę informacyjną obejmuje obszar ponad 2 milionów ha porośniętych lasem równikowym. Występuje tutaj duża różnorodność gatunkowa. Dorzecze rzeki Kikori zamieszkuje ponad 60 000 ludzi.                  |
| 5061    | Szlak Kokoda oraz Góry Owena Stanleya Kokoda Track and Owen Stanley Ranges                                                                      |         | Northern (Oro), Prowincja Centralna 9°20′00″S 148°00′00″E/-9,333333 148,000000                                     | K, P (iii)(v)(vi)(vii)(x)              | 2006 | Trakt Kokoda jest szlakiem o długości 96 km przebiegającym przez Góry Owena Stanleya. Jest znany jako miejsce walk wojsk japońskich, australijskich oraz amerykańskich w 1942 roku, w trakcie II wojny światowej. |
| 5062    | Kompleks Trans-Fly Trans-Fly Complex |         | Prowincja Zachodnia 8°54′00″S 141°00′00″E/-8,900000 141,000000                                                     | K, P (v)(vi)(x)                        | 2006 | Nizinny ekoregion sawanny oraz lasów monsunowych. Teren ten cechuje się dużą bioróżnorodnością wśród ptaków, spośród których 80 gatunków to endemity.                                                             |
| 5063    | Pejzaż morski zatoki Milne (Pacyficzne klejnoty morskiej różnorodności biologicznej) Milne Bay Seascape (Pacific Jewels of Marine Biodiversity) |         | Milne Bay 10°22′00″S 150°30′00″E/-10,366667 150,500000                                                             | K, P (iii)(v)(vii)(viii)(ix)(x)        | 2006 | Wpis na listę informacyjną obejmuje niezamieszkane atole koralowe oraz liczne rafy koralowe, położone w Zatoce Milne. W 1942 roku miała tutaj miejsce bitwa w Zatoce Milne’a.                                     |
| 5064    | Wzniosłe krasy Papui-Nowej Gwinei The Sublime Karsts of Papua New Guinea                                                                        |         | Southern Highlands, Prowincja Zachodnia, Nowa Brytania Wschodnia                                                   | K, P (v)(vii)(viii)(ix)(x)             | 2006 | Wpis na listę informacyjną obejmuje formy krasowe położone w górach Nakanai, Pasie Hidenburga oraz na Płaskowyżu Mullera. Większość z nich to jaskinie krasowe.                                                   |
| 5065    | Dorzecze górnego Sepiku Upper Sepik River Basin                                                                                                 |         | Sepik Zachodni, Sepik Wschodni 5°13′00″S 141°49′00″E/-5,216667 141,816667                                          | K, P (i)(iii)(iv)(v)(vii)(viii)(ix)(x) | 2006 | Obszar górnego biegu rzeki Sepik porastają lasy namorzynowe oraz lasy deszczowe. Mieszka tutaj ok. 430 000 ludzi.                                                                                                 |
| 5066    | Tarasy Huon – Schody do przeszłości Huon Terraces – Stairway to the Past                                                                        |         | Morobe 5°30′00″S 148°00′00″E/-5,500000 148,000000                                                                  | K, P (iii)(v)(vii)(viii)(ix)(x)        | 2006 | Tarasy Huon znajdują się na styku płyty australijskiej z pacyficzną. Z tego powodu grunt w tym miejscu jest jednym z najszybciej idących do góry na świecie.                                                      |